# يوسف دابس
يوسف دابس، من مواليد 1976، لاعب كرة قدم كويتي سابق.
لعب مع نادي الساحل الكويتي، وحصل معهم على لقب هداف كأس الأمير 1998/1999 برصيد 3 أهداف، لعب مع نادي القادسية الكويتي في موسم 2001/2002. في 30 مارس 2006 انتقل إلى نادي التضامن الكويتي.